# Kusarigama

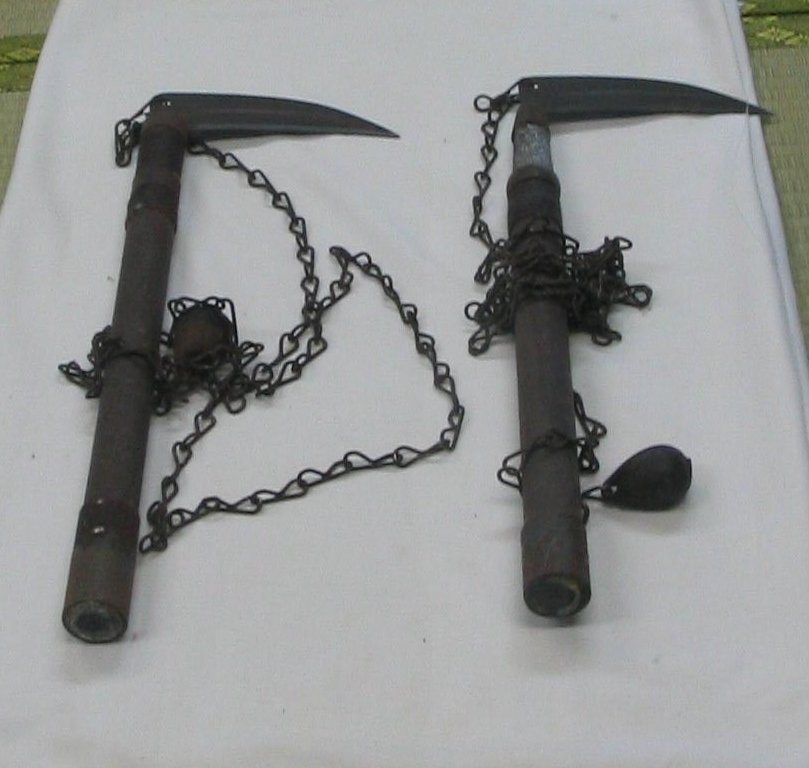
Kusarigama.

La kusarigama (鎖鎌, lit. falç amb cadena; anomenada també nagegama) és una arma originària del Japó composta per una falç (kama) unida a una cadena (kusari) amb una longitud entre 1 i 3 metres i que tenia un pes de ferro o pedra (omori) en el seu extrem (l'omori solia ser una esfera o un con, de vegades de forma punxeguda, d'uns 3 o 5 cm de diàmetre). La cadena posseeix un disseny com el del manriki altra arma japonesa.

## Mètodes d'ús
Generalment per a atacar amb aquesta arma es cap a girar l'omori sobre el cap i després aquest es llançava contra l'arma de l'oponent (llances o espases generalment) o per a immobilitzar els seus braços o cames. Això atorgava a l'usuari de la kusarigama un avantatge per a poder avançar contra el seu oponent copejant-lo amb la kama.
També s'utilitzava el costat de l'omori per a colpejar als oponents directament, causant ferides greus mentre es mantenia fora de l'abast de l'arma de l'oponent.

## Moments històrics del Kusarigama
Pel seu disseny, el kusarigama es considerava com una arma que podia contra atacar bé a les espases i a les llances. Conten els registres que la kusarigama va ser molt popular en el Japó feudal, hi havia moltes escoles que ensenyaven Kusarigamajutsu (l'art d'usar kusarigames), des del segle xii al XVII. El Kusarigamajutsu és actualment ensenyat en el Kohga Ha Kurokawa-Ryu i en el Takedaden Bugei així com en molts estils de Jujutsu.
Un exemple notable dels avantatges i desavantatges d'aquesta arma és la història del gran mestre de kusarigama Yamada Shinryukan. A Shinyukan se'l coneixia per haver matat molts espadatxins amb aquesta arma, fins que es va enfrontar a Araki Mataemon, qui el va fer entrar en un bosc de bambú, on, per l'entorn, no va poder fer girar la cadena per a atrapar l'espasa de Maraemon i, per tant, va morir en combat.